# Irlanda ai Giochi della XXX Olimpiade
L'Irlanda ha partecipato ai Giochi della XXX Olimpiade di Londra, che si sono svolti dal 27 luglio al 12 agosto 2012, con una delegazione di 66 atleti.

## Atletica leggera
| Atleta            | Gara         | Batterie | Batterie | Quarti | Quarti | Semifinali | Semifinali | Finale | Finale |
| Atleta            | Gara         | Tempo    | Pos.     | Tempo  | Pos.   | Tempo      | Pos.       | Tempo  | Pos.   |
| ----------------- | ------------ | -------- | -------- | ------ | ------ | ---------- | ---------- | ------ | ------ |
| Paul Hession      | 200 m piani  |          |          |        |        |            |            |        |        |
| Ciarán O'Lionaird | 1500 m piani |          |          |        |        |            |            |        |        |
| Alistair Cragg    | 5000 m piani |          |          |        |        |            |            |        |        |
| Mark Kenneally    | maratona     |          |          |        |        |            |            |        |        |
| Robert Heffernan  | 20 km marcia |          |          |        |        |            |            |        |        |
| Robert Heffernan  | 50 km marcia |          |          |        |        |            |            |        |        |
| Brendan Boyce     | 50 km marcia |          |          |        |        |            |            |        |        |
| Colin Griffin     | 50 km marcia |          |          |        |        |            |            |        |        |

### Donne
Corse, gare femminili
| Joanne Cuddihy                                                                             | 400 m             |  |  |  |  |  |  |  |  |
| Fionnuala Britton                                                                          | 5000 m            |  |  |  |  |  |  |  |  |
| Fionnuala Britton                                                                          | 10000 m           |  |  |  |  |  |  |  |  |
| Fionnuala Britton                                                                          | 3000 m siepi      |  |  |  |  |  |  |  |  |
| Derval O'Rourke                                                                            | 100 m ostacoli    |  |  |  |  |  |  |  |  |
| Stephanie Reilly                                                                           | 3000 m siepi      |  |  |  |  |  |  |  |  |
| Linda Byrne                                                                                | maratona          |  |  |  |  |  |  |  |  |
| Ava Hutchinson                                                                             | maratona          |  |  |  |  |  |  |  |  |
| Jessie Barr Claire Bergin Michelle Carey Caitriona Cuddihy Joanne Cuddihy Marian Heffernan | Staffetta 4×400 m |  |  |  |  |  |  |  |  |
| Olive Loughnane                                                                            | 20 km marcia      |  |  |  |  |  |  |  |  |
| Laura Reynolds                                                                             | 20 km marcia      |  |  |  |  |  |  |  |  |

Eventi concorsi
| Atleta       | Evento           | Qualificazioni | Qualificazioni | Finale | Finale    |
| Atleta       | Evento           | Misura         | Posizione      | Misura | Posizione |
| ------------ | ---------------- | -------------- | -------------- | ------ | --------- |
| Deirdre Ryan | Salto in alto    |                |                |        |           |
| Tori Pena    | Salto con l'asta |                |                |        |           |

## Badminton
Maschile
| Atleta      | Evento  | Girone               | Girone               | Girone          | Ottavi di Finale     | Quarti di Finale     | Semifinale           | Finale               | Finale          |                 |
| Atleta      | Evento  | Avversario Punteggio | Avversario Punteggio | Classifica      | Avversario Punteggio | Avversario Punteggio | Avversario Punteggio | Avversario Punteggio | Classifica      |                 |
| ----------- | ------- | -------------------- | -------------------- | --------------- | -------------------- | -------------------- | -------------------- | -------------------- | --------------- | --------------- |
| Scott Evans | Singolo | Lin Dan P 8-21 14-21 | Non qualificato      | Non qualificato | Non qualificato      | Non qualificato      | Non qualificato      | Non qualificato      | Non qualificato | Non qualificato |

Femminile
| Atleta      | Evento  | Girone               | Girone               | Girone     | Ottavi di Finale     | Quarti di Finale     | Semifinale           | Finale               | Finale     |
| Atleta      | Evento  | Avversario Punteggio | Avversario Punteggio | Classifica | Avversario Punteggio | Avversario Punteggio | Avversario Punteggio | Avversario Punteggio | Classifica |
| ----------- | ------- | -------------------- | -------------------- | ---------- | -------------------- | -------------------- | -------------------- | -------------------- | ---------- |
| Chloe Magee | Singolo |                      |                      |            |                      |                      |                      |                      |            |

## Canoa Kayak

### Velocità
Maschile
| Atleta            | Evento    | Batterie | Batterie   | Semifinali | Semifinali | Finale | Finale     |
| Atleta            | Evento    | Tempo    | Classifica | Tempo      | Classifica | Tempo  | Classifica |
| ----------------- | --------- | -------- | ---------- | ---------- | ---------- | ------ | ---------- |
| Andrzej Jezierski | C-1 200 m |          |            |            |            |        |            |

### Slalom
Maschile
| Atleta         | Evento | Qualificazioni | Qualificazioni | Qualificazioni | Qualificazioni | Qualificazioni | Qualificazioni | Semifinali | Semifinali | Semifinali | Finale   | Finale | Finale     | Totale | Classifica |
| Atleta         | Evento | 1° Manche      | Class.         | 2° Manche      | Class.         | Totale         | Class.         | Penalità   | Tempo      | Class.     | Penalità | Tempo  | Classifica | Totale | Classifica |
| -------------- | ------ | -------------- | -------------- | -------------- | -------------- | -------------- | -------------- | ---------- | ---------- | ---------- | -------- | ------ | ---------- | ------ | ---------- |
| Eoin Rheinisch | K-1    | 89.97          | 6°             | 90.72          | 11°            | 89.97          | 12° Q          |            |            |            |          |        |            |        |            |

Femminile
| Atleta       | Evento | Qualificazioni | Qualificazioni | Qualificazioni | Qualificazioni | Qualificazioni | Qualificazioni | Semifinali | Semifinali | Semifinali | Finale   | Finale | Finale     | Totale | Classifica |
| Atleta       | Evento | 1° Manche      | Class.         | 2° Manche      | Class.         | Totale         | Class.         | Penalità   | Tempo      | Class.     | Penalità | Tempo  | Classifica | Totale | Classifica |
| ------------ | ------ | -------------- | -------------- | -------------- | -------------- | -------------- | -------------- | ---------- | ---------- | ---------- | -------- | ------ | ---------- | ------ | ---------- |
| Hannah Craig | K-1    | 117.07         | 14°            | 108.99         | 11°            | 108.99         | 14° Q          |            |            |            |          |        |            |        |            |

## Canottaggio
Femminile
| Atleta         | Evento  | Batterie | Batterie   | Ripescaggi | Ripescaggi | Quarti di finale | Quarti di finale | Semifinali | Semifinali | Finale | Finale     |
| Atleta         | Evento  | Tempo    | Classifica | Tempo      | Classifica | Tempo            | Classifica       | Tempo      | Classifica | Tempo  | Classifica |
| -------------- | ------- | -------- | ---------- | ---------- | ---------- | ---------------- | ---------------- | ---------- | ---------- | ------ | ---------- |
| Sanita Puspure | singolo | 7:49.35  | 3°         |            |            | 7:44.19          | 4°               |            |            |        |            |

## Ciclismo

### Ciclismo su strada
Maschile
| Atleta        | Evento                  | Tempo    | Classifica |
| ------------- | ----------------------- | -------- | ---------- |
| Daniel Martin | Corsa in linea maschile | 5:46: 37 | 90°        |
| Nicolas Roche | Corsa in linea maschile | 5:46:37  | 89°        |
| David McCann  | Corsa in linea maschile | 5:46:37  | 55°        |
| David McCann  | Cronometro maschile     |          |            |

### Ciclismo su pista
Omnium maschile
| Atleta        | Evento | Flying lap | Flying lap | Corsa a punti | Corsa a punti | Corsa a eliminazione | Inseguimento individuale | Inseguimento individuale | Scratch race | Scratch race | Chilometro da fermo | Chilometro da fermo | Punti totali | Classifica |
| Atleta        | Evento | Tempo      | Posizione  | Punti         | Posizione     | Posizione            | Avversario Risultato     | Posizione                | Tempo        | Posizione    | Tempo               | Posizione           | Punti totali | Classifica |
| ------------- | ------ | ---------- | ---------- | ------------- | ------------- | -------------------- | ------------------------ | ------------------------ | ------------ | ------------ | ------------------- | ------------------- | ------------ | ---------- |
| Martyn Irvine | Omnium |            |            |               |               |                      |                          |                          |              |              |                     |                     |              |            |

## Equitazione
Dressage
| Atleta        | Cavallo   | Evento      | Round 1   | Round 1    | Round 2   | Round 2    | Round 2          | Round 2    | Finale    | Finale     | Finale           | Finale     |
| Atleta        | Cavallo   | Evento      | Punteggio | Classifica | Punteggio | Classifica | Punteggio totale | Classifica | Punteggio | Classifica | Punteggio totale | Classifica |
| ------------- | --------- | ----------- | --------- | ---------- | --------- | ---------- | ---------------- | ---------- | --------- | ---------- | ---------------- | ---------- |
| Anna Marveldt | Coryolano | Individuale |           |            |           |            |                  |            |           |            |                  |            |

Concorso completo
| Atleta                                                           | Cavallo         | Evento      | Dressage | Dressage   | Cross-country | Cross-country | Salto ostacoli | Salto ostacoli | Salto ostacoli | Salto ostacoli | Totale   | Totale     |
| Atleta                                                           | Cavallo         | Evento      | Dressage | Dressage   | Cross-country | Cross-country | Qualificazione | Qualificazione | Finale         | Finale         | Totale   | Totale     |
| Atleta                                                           | Cavallo         | Evento      | Penalità | Classifica | Penalità      | Classifica    | Penalità       | Classifica     | Penalità       | Classifica     | Penalità | Classifica |
| ---------------------------------------------------------------- | --------------- | ----------- | -------- | ---------- | ------------- | ------------- | -------------- | -------------- | -------------- | -------------- | -------- | ---------- |
| Aoife Clark                                                      | Master Crusoe   | Individuale | 48.90    | 32°        | 52.50         | 21°           | 52.50          | 12°            |                |                |          |            |
| Mark Kyle                                                        | Coolio          | Individuale | 58.70    | 61°        | 65.90         | 35°           | 71.90          | 32°            |                |                |          |            |
| Joseph Murphy                                                    | Electric Cruise | Individuale | 55.60    | 53°        | 60.40         | 29°           | 60.40          | 24°            |                |                |          |            |
| Michael Ryan                                                     | Ballylynch      | Individuale | 60.20    | 64°        |               |               |                |                |                |                |          |            |
| Camilla Speir                                                    | Portersize      | Individuale | 47.60    | 27°        |               |               |                |                |                |                |          |            |
| Aoife Clarke Mark Kyle Joseph Murphy Michael Ryan Camilla Speirs |                 | Squadre     | 152.10   | 10°        | 178.80        | 7°            | 148.80         | 5°             |                |                |          |            |

Salto
| Atleta        | Cavallo   | Gara        | Qualificazioni | Qualificazioni | Qualificazioni | Qualificazioni | Qualificazioni | Qualificazioni | Finale  | Finale  | Finale  | Finale  | Finale | Finale |
| Atleta        | Cavallo   | Gara        | Turno 1        | Turno 1        | Turno 2        | Turno 2        | Turno 3        | Turno 3        | Turno A | Turno A | Turno B | Turno B | Totale | Totale |
| Atleta        | Cavallo   | Gara        | Pen.           | Pos.           | Pen.           | Pos.           | Pen.           | Pos.           | Pen.    | Pos.    | Pen.    | Pos.    | Pen.   | Pos.   |
| ------------- | --------- | ----------- | -------------- | -------------- | -------------- | -------------- | -------------- | -------------- | ------- | ------- | ------- | ------- | ------ | ------ |
| Cian O'Connor | Blue Loyd | Individuale |                |                |                |                |                |                |         |         |         |         |        |        |
| Billy Twomey  | Tinka     | Individuale |                |                |                |                |                |                |         |         |         |         |        |        |

## Ginnastica

### Ginnastica artistica
Maschile
| Atleta       | Evento               | Attrezzo  | Attrezzo     | Attrezzo | Attrezzo | Attrezzo  | Attrezzo | Qualificazioni | Qualificazioni | Finale | Finale     |
| Atleta       | Evento               | Volteggio | Corpo libero | Cavallo  | Anelli   | Parallele | Sbarra   | Totale         | Classifica     | Totale | Classifica |
| ------------ | -------------------- | --------- | ------------ | -------- | -------- | --------- | -------- | -------------- | -------------- | ------ | ---------- |
| Kieran Behan | Concorso individuale |           | 13.966       |          |          |           |          |                |                |        |            |

## Judo
Femminile
| Atleta       | Evento | 32-esimi             | 16-esimi                | Ottavi               | Quarti di finale     | Semifinali           | 1º Turno ripescaggi  | 2º Turno ripescaggi  | Finale               | Finale          |
| Atleta       | Evento | Avversario Risultato | Avversario Risultato    | Avversario Risultato | Avversario Risultato | Avversario Risultato | Avversario Risultato | Avversario Risultato | Avversario Risultato | Classifica      |
| ------------ | ------ | -------------------- | ----------------------- | -------------------- | -------------------- | -------------------- | -------------------- | -------------------- | -------------------- | --------------- |
| Lisa Kearney | −48 kg |                      | Wu Shugen P (0012–1011) | Non qualificata      | Non qualificata      | Non qualificata      | Non qualificata      | Non qualificata      | Non qualificata      | Non qualificata |

## Nuoto e sport acquatici

### Nuoto
Maschile
| Atleta       | Evento            | Batteria | Batteria   | Semifinale | Semifinale | Finale | Finale     |
| Atleta       | Evento            | Tempo    | Classifica | Tempo      | Classifica | Tempo  | Classifica |
| ------------ | ----------------- | -------- | ---------- | ---------- | ---------- | ------ | ---------- |
| Barry Murphy | 50 m stile libero |          |            |            |            |        |            |
| Barry Murphy | 100 m rana        | 1.01.57  | 29°        |            |            |        |            |

Femminile
| Gráinne Murphy   | 200 m stile libero |         |     |  |  |  |  |  |  |
| Gráinne Murphy   | 400 m stile libero | 4:19.07 | 31° |  |  |  |  |  |  |
| Gráinne Murphy   | 800 m stile libero |         |     |  |  |  |  |  |  |
| Gráinne Murphy   | 400 m misti        |         |     |  |  |  |  |  |  |
| Melanie Nocher   | 100 m dorso        | 1:02.04 | 33° |  |  |  |  |  |  |
| Melanie Nocher   | 200 m dorso        |         |     |  |  |  |  |  |  |
| Sycerika McMahon | 100 m rana         | 1:08.80 | 26° |  |  |  |  |  |  |
| Sycerika McMahon | 200 m misti        | 2:14.76 | 22° |  |  |  |  |  |  |

## Pentathlon moderno
Maschile
| Atleta                  | Evento   | Tiro a segno | Scherma | Nuoto | Equitazione | Corsa | Totale Punti | Classifica |
| ----------------------- | -------- | ------------ | ------- | ----- | ----------- | ----- | ------------ | ---------- |
| Arthur Lanigan-O'Keeffe | maschile |              |         |       |             |       |              |            |

Femminile
| Atleta        | Evento    | Tiro a segno | Scherma | Nuoto | Equitazione | Corsa | Totale Punti | Classifica |
| ------------- | --------- | ------------ | ------- | ----- | ----------- | ----- | ------------ | ---------- |
| Natalya Coyle | femminile |              |         |       |             |       |              |            |

## Pugilato
Maschile
| Atleta         | Evento                      | 16-esimi              | Ottavi               | Quarti               | Semifinali           | Finale               |
| Atleta         | Evento                      | Avversario Risultato  | Avversario Risultato | Avversario Risultato | Avversario Risultato | Avversario Risultato |
| -------------- | --------------------------- | --------------------- | -------------------- | -------------------- | -------------------- | -------------------- |
| Paddy Barnes   | Pesi mosca leggeri (-49 kg) |                       |                      |                      |                      |                      |
| Michael Conlan | Pesi mosca (-52 kg)         |                       |                      |                      |                      |                      |
| John Joe Nevin | Pesi gallo (-56 kg)         | Dennis Ceylan V 21–6  | Kanat Abutalipov     |                      |                      |                      |
| Adam Nolan     | Pesi welter (-69 kg)        | Carlos Sánchez V 14-8 | Audrey Zamkovoy      |                      |                      |                      |
| Darren O'Neill | Pesi medi (-75 kg)          | Muideen Akanji V 15–6 | Stefan Hartel        |                      |                      |                      |

Femminile
| Atleta       | Evento                | Ottavi               | Quarti               | Semifinali           | Finale               |  |
| Atleta       | Evento                | Avversario Risultato | Avversario Risultato | Avversario Risultato | Avversario Risultato |  |
| ------------ | --------------------- | -------------------- | -------------------- | -------------------- | -------------------- |  |
| Katie Taylor | Pesi leggeri (-60 kg) |                      |                      |                      |                      |  |

## Tiro a segno/volo
Maschile
| Atleta        | Evento | Qualificazione | Qualificazione | Finale    | Finale     | Classifica |
| Atleta        | Evento | Punteggio      | Classifica     | Punteggio | Classifica | Classifica |
| ------------- | ------ | -------------- | -------------- | --------- | ---------- | ---------- |
| Derek Burnett | Trap   |                |                |           |            |            |

## Triathlon
Maschile
| Atleta      | Evento      | Nuoto | Ciclismo | Corsa | Totale | Classifica |
| ----------- | ----------- | ----- | -------- | ----- | ------ | ---------- |
| Gavin Noble | Individuale |       |          |       |        |            |

Femminile
| Atleta          | Evento      | Nuoto | Ciclismo | Corsa | Totale | Classifica |
| --------------- | ----------- | ----- | -------- | ----- | ------ | ---------- |
| Aileen Morrison | Individuale |       |          |       |        |            |

## Vela
Maschile
| Atleta                      | Evento | Regata | Regata | Regata | Regata | Regata | Regata | Regata | Regata | Regata | Regata | Regata | Punteggio | Classifica |
| Atleta                      | Evento | 1      | 2      | 3      | 4      | 5      | 6      | 7      | 8      | 9      | 10     | 11     | Punteggio | Classifica |
| --------------------------- | ------ | ------ | ------ | ------ | ------ | ------ | ------ | ------ | ------ | ------ | ------ | ------ | --------- | ---------- |
| James Espey                 | Laser  | 38     | 44     |        |        |        |        |        |        |        |        |        | 82        |            |
| Scott Flanigan Ger Owens    | 470    |        |        |        |        |        |        |        |        |        |        |        |           |            |
| David Burrows Peter O'Leary | Star   | 2      | 6      | 14     | 5      |        |        |        |        |        |        |        | 27        |            |

Femminile
| Atlete          | Evento       | Regata | Regata | Regata | Regata | Regata | Regata | Regata | Regata | Regata | Regata | Regata | Punteggio | Classifica |
| Atlete          | Evento       | 1      | 2      | 3      | 4      | 5      | 6      | 7      | 8      | 9      | 10     | 11     | Punteggio | Classifica |
| --------------- | ------------ | ------ | ------ | ------ | ------ | ------ | ------ | ------ | ------ | ------ | ------ | ------ | --------- | ---------- |
| Annalise Murphy | Laser Radial | 1      | 1      | 1      | 1      |        |        |        |        |        |        |        | 4         |            |

Misti
| Atleti                    | Evento | Regate | Regate | Regate | Regate | Regate | Regate | Regate | Regate | Regate | Regate | Regate | Regate | Regate | Regate | Regate | Regate | Punteggio | Classifica |
| Atleti                    | Evento | 1      | 2      | 3      | 4      | 5      | 6      | 7      | 8      | 9      | 10     | 11     | 12     | 13     | 14     | 15     | 16     | Punteggio | Classifica |
| ------------------------- | ------ | ------ | ------ | ------ | ------ | ------ | ------ | ------ | ------ | ------ | ------ | ------ | ------ | ------ | ------ | ------ | ------ | --------- | ---------- |
| Matt McGovern Ryan Seaton | 49er   | 4      | 8      |        |        |        |        |        |        |        |        |        |        |        |        |        |        | 12        |            |